# Деепричастие
Деепричастието е нелична глаголна форма, често срещана в славянските езици, например в българския, руския, чешкия език и др. Тази форма на глагола е неизменяема, тъй като тя всъщност е глаголно наречие (а наречието е неизменяема част на речта).

## Деепричастието в българския език

### Образуване и значение
Деепричастията в българския книжовен език се образуват (също като сегашните деятелни причастия) от основата на минало несвършено време с помощта на окончанието -йки: от формата за 3 л. ед.ч. се премахва окончанието -ше и се прибавя окончанието -йки.
Основната гласна (гласната пред -йки) е винаги е при глаголите от I и II спрежение — и когато е ударена, и когато е неударена:
чета̀ — четѐ — четѐше — четѐйки (първо спрежение);
летя̀ — летѝ — летѐше — летѐйки (второ спрежение);
но̀ся — но̀си — но̀сеше — но̀сейки (второ спрежение).
Основната гласна е винаги а (отбелязвана с буквата а или я) при глаголите от III спрежение и е винаги неударена:
глѐдам — глѐда — глѐдаше — глѐдайки (трето спрежение);
стрѐлям — стрѐля — стрѐляше — стрѐляйки (трето спрежение).
Деепричастието винаги пояснява сказуемото като обстоятелствено пояснение за начин. По-точно, деепричастието означава действие, едновременно с действието, изразено от сказуемото. При това деепричастието не посочва вършителя на действието, затова се подразбира, че вършителят на действието, изразено от деепричастието, съвпада с вършителя на действието, изразено от сказуемото. Иначе казано, вършителят на действието, изразено от деепричастието, е винаги подлогът, независимо дали деепричастието се намира по-близо до подлога, или до допълнението.
Пример: Иван срещна Петър, отивайки на училище.
В това изречение думата Иван е подлог, а думата Петър е допълнение. Следователно на училище е отивал Иван, а не Петър.
В безличните изречения няма подлог, така че деепричастията са лишени от смисъл: липсва вършител на действието.
Пример: Излизайки на улицата, ми стана студено.
Изречението Стана ми студено е безлично, тоест няма подлог, затова не става ясно кой е излязъл на улицата. Не може да се приеме, че говорещият е излязъл на улицата, защото думата ми е непряко допълнение, а не подлог. Изречението може да се поправи по следния начин:
Излизайки на улицата, почувствах студ.
Изречението вече има подлог — аз (макар и изпуснат).
Деепричастието (също като сегашното деятелно причастие) означава едновременност на изразеното действие с друго действие, затова то може да се образува само от глаголи от несвършен вид. Има думи казвайки и казващ, обаче няма думи кажейки и кажещ.

### Правописни правила
В писмената реч изразите с деепричастия се отделят със запетаи:
Иван, отивайки на училище, срещна Петър.

Отделят се със запетаи дори изрази, които се състоят само от деепричастие:
Мария, пеейки, готвеше вечеря.
Отрицателната частица не поначало се пише разделно от деепричастията, както и от глаголите:
не виждам — не виждайки;
не зная — не знаейки;
не мога — не можейки.
По изключение отрицателната частица не се пише слято с глагола и деепричастието, когато те имат само отрицателни форми или когато започват с представката недо-:
нехая — нехаейки;
недочувам — недочувайки.
Но ако глаголът (деепричастието) започва с представката до-, отрицателната частица не се пише разделно. Има например глагол достигам, обаче няма глагол недостигам (въпреки че има съществително име недостиг), затова частицата не се пише разделно:
не достигам — не достигайки.
Понякога има два глагола: един — с представката до-; друг — с представката недо-. В такъв случай отрицателната частица не се пише слято с втория глагол, но разделно от първия; същото важи за деепричастията:
дочувам — дочувайки, не дочувам — не дочувайки;
недочувам — недочувайки.
Между двата варианта има разлика в смисъла.
Пример с глаголите:
- Не дочувам лоши работи за сина ти.
- Недочувам с дясното ухо.

Пример с деепричастията:
- Спокоен съм, не дочувайки лоши работи за сина си.
- Недочувайки с двете уши, трудно разбирам какво ми говорят хората.

## Разновидности

### Сегашно / несвършено деепричастие
Описаната по-горе разновидност на деепричастието (единствената съществуваща в съвременния български език) изразява действие, едновременно с друго действие. Следователно от гледна точка на момента на това друго действие деепричастието се явява сегашно, тоест несвършено. Тази особеност го прави подобно на сегашното деятелно причастие и обяснява факта, че може да се образува само от глаголи от несвършен вид.
Въпросната разновидност на деепричастието съществува и в други славянски езици, например в руския език, където деепричастията се образуват с окончанията:
-а след шушкава съгласна (ж, ш, ч, щ [шч]);
-я в останалите случаи.
Примерни форми:
сидя, играя, волнуясь, трепеща
(седейки, играейки, вълнувайки се, треперейки).
Примерна употреба в изречение:
Рассказывая, она громко смеялась.
(Разказвайки, тя гръмко се смееше.)
Тук деепричастието изразява действие, едновременно с действието, изразено от сказуемото. В други случаи деепричастието може да изразява по-продължително действие, по време на което се извършва друго, по-кратко действие, изразено от сказуемото.
В английския език има ing-форма, която е многозначна: тя изпълнява службата на отглаголно съществително име, сегашно деятелно причастие и деепричастие, а в продължителните глаголни времена има смисъла на глагол. Например думата running означава тичащ, тичайки, тичане, а в някои глаголни времена означава също тичам.
Пример:
Running in the park, I saw two squirrels.
(Тичайки в парка, видях две катерички.)
Тук деепричастието изразява по-продължително действие, по време на което се извършва друго, по-кратко действие, изразено от сказуемото. В други случаи деепричастието може да показва действие, едновременно с действието, изразено от сказуемото.

### Минало / свършено деепричастие
В някои езици има и друг вид деепричастие, което по аналогия може да се нарече минало или свършено деепричастие. То описва действие, предхождащо друго действие. Такова деепричастие е съществувало в старобългарския език:
, .
Отпаднало е с развитието на езика, поради което не се среща в съвременния български език. Пази се обаче в руския език:
От невъзвратните глаголи се образува с окончание -в (има и просторечен вариант на -вши):
Окончив университет, я устроился на работу.
(Като завърших университета, постъпих на работа.)
От възвратните глаголи се образува с окончание -вши:
Машина, промчавшись, оставила много дыма.
(Като профуча, колата остави много дим.)
Повече сведения за тази разновидност на деепричастието в руския език има в едноименната статия на Википедия.
В английския език не съществуват прости глаголни форми от този вид, обаче има конструкция
having + минало причастие
със същото (перфектно) значение. Пример:
Having found a hotel, we looked for somewhere to have dinner.
(След като намерихме хотел, потърсихме къде да вечеряме.)
Във всички тези случаи деепричастието изразява действие, завършило преди действието, изразено от сказуемото.
В съвременния български език същата служба се изпълнява частично от други минали причастия (миналото свършено деятелно причастие и миналото страдателно причастие):
Завършил работата си, той въздъхна с облекчение.
Настанил се удобно, дядото запали лулата си.
Настанен удобно, дядото запали лулата си.
Поради наличието на тези възможности изгубената причастна форма не създава проблем на говорещите български език.

### Лично / спрегаемо деепричастие
В източнокавказките и ескимоско-алеутските езици деепричастията са лични глаголни форми, тоест изменят се по лице (и число), поради което тяхното глаголно лице може да е различно от глаголното лице в главното изречение.
Пример от чаплинския език:
имиткылъюни означава напълвайки той това,
като напълването е едновременно с действието от главното изречение.
Освен това деепричастията в тези езици могат да се спрягат в най-различни времена и наклонения, тоест имат множество форми, изразяващи различни модалности.
Примери от чаплинския език за деепричастия с различен смисъл:
- съпътстващо действие:

имиг,люку (напълвайки той това);
- едновременно действие:

имиткылъюни (напълвайки той това);
- цел:

имисӄылъюни (за да напълни той това);
- намерение:

имиг,налюни (канейки се да напълни той това);
- минало свършено действие:

имиг,ьягу (когато той напълни това);
- минало несвършено действие:

имиг,аӄӈаминигу (когато той напълваше това);
- реално условие в бъдещето:

имиӄагу (ако той напълни това);
- пожелание или нереално условие в бъдещето или в миналото:

имиг,ьяӄагу (ако той би / бе напълнил това);
- ограничително условие:

имиг,вагиляминигу (докато той напълни това);
- предупредително предположение:

имиг,наюкаминигу (както и да напълни той това);
- противопоставително предположение:

имиг,наминигу (дори да напълни той това);
- и др.

Комбинацията „г,“ в тези примери обозначава малката г (Unicode U+04F7) от азбуката на чаплинския език.